# Новодворский, Витольд Владиславович
Витольд Владиславович Новодворский (2 (14) июня 1861, Лемно, Игуменского уезда, Минской губернии — 25 ноября 1923, Вильно)— российский и польский историк, преподаватель, научный писатель. Специализировался на польской истории.
Происходил из обедневшей шляхетской семьи. В 1878 году окончил военную гимназию в Полоцке, после чего поступил в Санкт-Петербургский институт инженеров путей сообщения, однако на 3-м курсе перешёл на историко-филологический факультет Санкт-Петербургского университета как вольнослушатель (полноценным студентом стал в 1882 году, сдав экзамены). В 1885 году получил степень кандидата, после чего несколько лет преподавал в средних школах, а в ноябре 1893 года сдал экзамен на право получения степени магистра. С марта 1900 года преподавал в звании приват-доцента всеобщую историю, 9 мая 1904 года защитил магистерскую диссертацию. В сентябре 1906 года был назначен экстраординарным профессором всеобщей истории в Историко-филологическом институте в Нежине, где преподавал в том числе новую историю Западной Европы; параллельно преподавал в ряде учебных заведений Киева. В 1908—1910 и 1913—1914 годах совершил научные поездки по Европе. В период революции и гражданской войны в России поддержал идею восстановления независимости Польши, стал соучредителем Высших Польских научный курсов; после занятия Киева Красной армией бежал из РСФСР. В сентябре 1921 года занял должность профессора истории в Университете Стефана Батория в Вильно (в 1920 году Виленский край был присоединён к Польше), где работал до конца жизни.
Уже в начале XX века был уважаемым полонистом как в России, так и за рубежом. Написал ряд рецензий и мелких статей на польском и русском языке, популярный очерк «Jan Zamojski, jego życie i działalność polityczna» (Санкт-Петербург, 1898), небольшое исследование «Lata szkolne Jana Zamoyskiego» («Rozprawy Akad. Umiejętności w Krakowie wydz. hist. filozof.», том XL), историко-критическое исследование (магистерскую диссертацию) «Борьба за Ливонию между Москвой и Речью Посполитой, 1570—1582 Архивная копия от 23 марта 2017 на Wayback Machine» (Санкт-Петербург, 1904) и несколько статей в «Биографическом словаре русских деятелей» и в ЭСБЕ. Итогом научных поездок за рубеж стали его книга «Исторический материализм» и статьи «Маркс как философ», «Несколько направлений в современной историографии». Его последним трудом, написанным в Вильно, стало исследование «Суть и задачи всемирной истории».